# Maurice Marie-Sainte
Pour les articles homonymes, voir Marie et Sainte (homonymie).
Maurice Marie-Sainte, né le 15 janvier 1928 à Fort-de-France et mort le 27 août 2017 à Sainte-Anne en  Martinique, est un ecclésiastique catholique martiniquais, archevêque de Fort-de-France et Saint-Pierre de 1972 à 2003.